# نابرابری ینسن

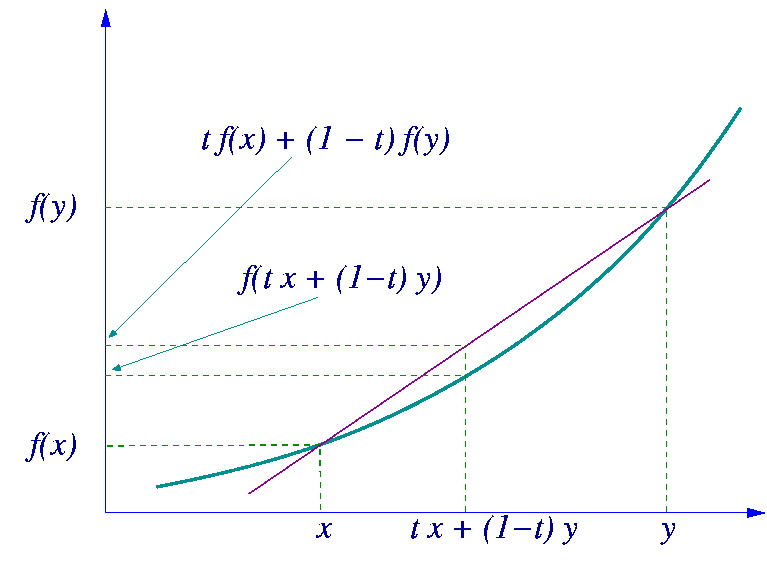
نابرابری ینسن بر روی نمودار

نابرابری ینسن نابرابری اساسی در مبحث توابع محدب و مقعر است. این به دلیل عمومیت این نابرابری، خود مبنای بسیاری از نابرابری‌های مهم است، به خصوص در تجزیه و تحلیل و تئوری اطلاعات. این نابرابری بنام ریاضیدان دانمارکی یوهان لودویگ ینسن (به دانمارکی: Johan Ludvig William Valdemar Jensen)، نامگذاری شده و در ۱۷ در ژانویه ۱۹۰۵ در یک کنفرانس مربوط به ریاضیات در دانمارک معرفی شده‌اند.
طبق فرضیه‌های دیگری این نابرابری قبل از آن توسط اتو هولدر، (به آلمانی: Otto Hölder) ریاضیدان آلمانی در سال ۱۸۸۹ استفاده شده.

## جملات

### بیان
برای یک تابع محدب {\displaystyle f\;} و برای {\displaystyle \lambda _{i}\;} غیر منفی: {\displaystyle \sum _{i=1}^{n}\lambda _{i}=1}، بنابراین:

{\displaystyle f\left(\sum _{i=1}^{n}\lambda _{i}x_{i}\right)\leq \sum _{i=1}^{n}\lambda _{i}f\left(x_{i}\right).}

### اثبات استنتاجی
برای هر {\displaystyle \lambda } حقیقی بین ۰ و ۱ :

{\displaystyle f(\lambda x+(1-\lambda )y)\leq \lambda f(x)+(1-\lambda )f(y)}

### اثبات ینسن
{\displaystyle f\left({\frac {x+y}{2}}\right)\leq {\frac {f(x)+f(y)}{2}}}

{\displaystyle f\left({\frac {\sum _{i=1}^{n}x_{i}}{n}}\right)\leq {\frac {\sum _{i=1}^{n}f\left(x_{i}\right)}{n}}}

{\displaystyle f\left({\frac {\sum _{i=1}^{n}k_{i}x_{i}}{\sum _{i=1}^{n}k_{i}}}\right)\leq {\frac {\sum _{i=1}^{n}k_{i}f\left(x_{i}\right)}{\sum _{i=1}^{n}k_{i}}}}

{\displaystyle f\left(\sum _{i=1}^{n}\lambda _{i}x_{i}\right)\leq \sum _{i=1}^{n}\lambda _{i}f\left(x_{i}\right)} 

## کاربردها
از نابرابری ینسن در اثبات نابرابری‌های دیگر استفاده می‌شود. به‌طور مثال در اثبات نابرابری میانگین حسابی-هندسی و نابرابری کی فان (به انگلیسی: Ky Fan inequality) از این نابرابری استفاده می‌شود.